# Dunkeld Bridge
Die Dunkeld Bridge ist eine Straßenbrücke über den River Tay zwischen den schottischen Ortschaften Dunkeld und Little Dunkeld in der Council Area Perth and Kinross.
Sie verbindet die Perth Road in Little Dunkeld mit der Bridge Street in Dunkeld, die in die Atholl Street übergeht. Bis zur Eröffnung der A9 im Jahre 1977 verlief die wichtige Fernverkehrsstraße von Perth nach Inverness über die Brücke. Heute führt sie die A923 über den Fluss.
1971 wurde die Brücke in die schottischen Denkmallisten in der höchsten Denkmalkategorie A aufgenommen.

## Geschichte
Am Standort existierte ein Vorgängerbauwerk, das Alexander Mylne 1510 fertigstellte. Wie nachfolgende andere hölzerne Brücken hielt sie dem Gang der Zeiten nicht lange stand.
1802 nahm Thomas Telford im Auftrag der britischen Regierung eine Bestandsaufnahme der Straßen Schottlands vor, verbunden mit einer Auflistung der wichtigsten Verbesserungsmaßnahmen. Zu dieser Zeit war der Weg von Perth über Dunkeld und das Blair Castle des Duke of Atholl nach Inverness praktisch die einzige befahrbare Straße in den Highlands. In seinem 1803 dem Parlament vorgelegten Bericht bezeichnete er eine Brücke in Dunkeld als die vordringlichste Aufgabe. Darauf beauftragten die per Gesetz gegründete Komitee der Commissioners for Roads and Bridges in the Highlands of Scotland den Bau der Brücke, deren Kosten je zur Hälfte von der Regierung und vom Duke of Atholl zu tragen seien und Telford ihre Planung und Bauüberwachung übernehme.
Die Dunkeld Bridge wurde daraufhin zwischen 1805 und 1809 unter der Leitung von Thomas Telford erbaut und ersetzte eine unkomfortable Fährverbindung. Die Baukosten beliefen sich auf über 30.000 £. Es handelt sich um die längste Brücke, die Telford in Schottland erbaute.
Der Brückenbau führte zum Entstehen von Little Dunkeld auf dem rechten Flussufer.
Als Zollbrücke konzipiert, traf die Mauterhebung von Beginn an auf den Widerstand der Einwohner. Der Widerstand verschärfte sich mit der Eröffnung des Bahnhofs Dunkeld und Birnam in der gegenüberliegenden Ortschaft Birnam im Jahre 1856. Da für sämtliche per Bahn angelieferte Waren auf dem Weg nach Dunkeld Zoll zu entrichten war, entzündeten sich 1868 Aufstände, zu deren Beruhigung die Royal Highlanders entsandt wurden. Unterstände der Zöllner auf der Brücke wurden mehrfach in den Fluss geworfen. 1879 wurden die Zölle abgeschafft.

## Beschreibung
Die 209 m (685 ft) lange und 8,1 m (26 ½ ft) breite Steinbogenbrücke überquert den Tay mit fünf Segmentbögen über dem Fluss und zwei kleinen Rundbögen über den Ufern mit Stützweiten von 6,1 + 7,3 + 25,6 + 27,7 + 25,6 + 7,3 + 6,1 m (20 + 74 + 84 + 90 + 84 + 74 + 20 ft). Die Fahrbahn erreicht über dem mittleren Bogen eine Höhe von 16,5 m (54 ft) über dem Fluss. Die Bogenzwickel sind nicht verfüllt, sondern mit Mauern parallel zur Brückenachse versehen, wodurch die Bögen versteift und das auf ihnen lastende Gewicht verringert wird. An den Pfeilern treten spitz zulaufende Eisbrecher heraus, die entlang der Pfeiler zu Austritten an der Fahrbahn fortgeführt werden.